# Никифор Уран
Никифор Уран, известен още като Никифор Веста (на гръцки: Νικηφόρος Οὐρανός), е византийски пълководец, държавник и писател от последната четвърт на X и първите години на XI век, приближен на император Василий II. След победата си над претендента за престола Варда Склир през 979 г. императорът изпраща Уран в Багдад, по това време столица на династията Буиди, с мисия да накара местния владетел да предаде избягалия Склир. Усилията на Уран са неуспешни и той остава пленник при Буидите години наред, а през 987 г. Склир се връща във Византия и отново вдига бунт срещу императора. След бягството си от Багдад Никифор Уран отново служи на Василий II и получава от него висшия дворцов сан магистър. Играе забележима роля в българо-византийските войни от това време. През 996 г. българите начело със Самуил побеждават византийците при Солун и опустошават Гърция. С вързани ръце заради арабската заплаха от изток, Василий II назначава Уран за доместик на Запада (т.е. командващ западните войски на Империята) със задачата да се справи с българите.
В битката при Сперхей през 996 или 997 г. Уран нанася поражение на Самуил и слага край на българските нападения в Пелопонес и Солун. През 997 г. Уран нахлува на свой ред в българските земи и ги подлага на опустошения, без да срещне съпротива. През 1000 г., когато императорът повежда офанзива срещу България, Никифор Уран е изпратен на другия край на империята като дукс на Антиохия (в Сирия). Най-малко седем години той служи като върховен военен и административен управител по източните граници на Византия. През 1001 г. разбива грузинците, нахлули в областта Тао, и поддържа мира в поверените му области. По този начин дава възможност на Василий II да съсредоточи усилията си срещу Самуил и да завладее обширни райони в България през 1001-1004 г.
От писателя Никифор Уран е запазен военен наръчник („Тактика“), източник за военното дело във Византия по негово време. Принос за днешните познания за Византия има и съхранената част от кореспонденцията му. Уран е автор и на агиографски текстове, в т. ч. житие на Св. Симеон Дивногорски (светец, живял през VI в. край Антиохия).